# Jan Malicki (polonista)
Jan Malicki (ur. 24 stycznia 1948 w Katowicach) – polski historyk literatury, bibliotekarz, profesor nauk humanistycznych, w latach 1991–2018 dyrektor Biblioteki Śląskiej w Katowicach.

## Życiorys
Syn Ignacego – kierowcy samochodowego i Benigny z domu Patalas – pielęgniarki. W latach 1962–1967 był uczniem Technikum Teletransmisyjnego w Katowicach, a następnie studentem polonistyki Uniwersytetu Śląskiego. Po jej ukończeniu w 1972 roku podjął pracę w Instytucie Filologii Polskiej Uniwersytetu Śląskiego jako asystent-stażysta, by z czasem przejść wszystkie szczeble awansu uczelnianego od asystenta (1972–1976), przez adiunkta (1976–1983), docenta (1983–1990), do profesora nadzwyczajnego (1991–2003) i zwyczajnego (od 2003).
W 1976 roku doktoryzował się na podstawie dysertacji „Twórczość Wacława Potockiego wobec polskiej tradycji literackiej”, napisanej pod opieką naukową prof. dr. Jana Zaremby. Praca ta ukazała się cztery lata później pod nieco zmienionym tytułem „Słowa i rzeczy. Twórczość Wacława Potockiego wobec polskiej tradycji literackiej” (Katowice, 1980). W roku wydania tej książki, po półrocznym pobycie w IBL PAN w Warszawie, w pracowni prof. dr hab. Janusza Pelca, Jan Malicki ukończył pisanie rozprawy habilitacyjnej „Mity narodowe. Lechiada” (Wrocław, 1982), obronionej 13 października 1981 roku. Tytuł profesora otrzymał w 2003 roku.
Pełnił też funkcje administracyjne w macierzystej uczelni: zastępcy dyrektora Instytutu Nauk o Literaturze (1974–1980), prodziekana Wydziału Filologicznego (1982–1985), dziekana Wydziału Filologicznego (1987–1990). Od 1991 roku do 2018 był kierownikiem Zakładu Historii Literatury Średniowiecza i Renesansu. W 2018 roku przeszedł na emeryturę na Uniwersytecie Śląskim. Dotychczas wypromował 25 doktorów z Polski i Czech, z których 8 zostało profesorami uczelni w Warszawie, Krakowie, Bielsku-Białej, Częstochowie i Katowicach. Był również recenzentem doktoratu honoris causa dla Tadeusza Różewicza oraz inicjatorem przyznania tegoż tytułu przez Uniwersytet Śląski Eugéne’owi Ionesco.
Współpracował lub współpracuje z Uniwersytetami w Ostrawie, Szczecinie oraz Akademią Muzyczną w Katowicach. Wykładał, m.in. w Pradze, Brnie, Ostrawie, Karwinie, Rzymie, Cambridge (Harvard University), Skopje, Neapolu, Herne, Granadzie, Sankt Petersburgu, Wilnie.
Za działalność naukową i dydaktyczną 4-krotnie otrzymywał nagrody Ministra Edukacji Narodowej, Ministra Kultury i Sztuki (1998) oraz 10-krotnie JM Rektora Uniwersytetu Śląskiego. Ponadto jest laureatem nagrody Lux ex Silesia przyznanej przez Arcybiskupa Metropolitę Katowickiego Damiana Zimonia (2011), Śląskiego Szmaragdu przyznanego przez Biskupa Kościoła Ewangelicko-Augsburskiego Tadeusza Szurmana (2009), Lauru Górnośląskiego Towarzystwa Przyjaciół Nauk (1999), Złotego Lauru Umiejętności i Kompetencji (1999), Nagrody im. Z. Glogera, W. Korfantego, K. Miarki, J. Ligonia (1998).
Pełnił lub pełni szereg funkcji, m.in. przewodniczącego (wiceprzewodniczącego lub członka) Krajowej Rady Bibliotecznej przy Ministrze Kultury i Dziedzictwa Narodowego (1998–nadal) oraz także przy Ministrze – wiceprzewodniczącego lub członka Rady do spraw Narodowego Zasobu Bibliotecznego, wiceprzewodniczącego lub członka Rady Naukowej Biblioteki Narodowej. Uczestniczy w Radzie Naukowej Głównej Biblioteki Lekarskiej w Warszawie, Regionalnej Konferencji Rektorów Uczelni Akademickich województwa śląskiego i opolskiego, Radzie Konsultacyjnej Związku Górnośląskiego, w Radzie Programowej Regionalnego Ośrodka Kultury w Katowicach oraz w Radzie Programowej Muzeum Prasy Śląskiej w Pszczynie. Przewodniczy też Forum Dyrektorów Bibliotek Samorządowych Województwa Śląskiego.
Jest redaktorem naczelnym „Guliwera. Kwartalnika o książce dla dziecka”, „Książnicy Śląskiej” oraz „Zarania Śląskiego. Seria nowa”. Pod jego redakcją ukazują się serie wydawnicze: „Staropolskie teksty i konteksty” (6 tomów), „Śląskie miscellanea” (początkowo wraz z Krystyną Heską-Kwaśniewicz, obecnie samodzielnie), wydawane w ramach prac Oddziału PAN w Katowicach (20 tomów), „Folia Scientica Bibliothecae Silesianae” (11 tomów), ponadto: „Biblioteka Piśmiennictwa Śląskiego”, „Epizody”, „Śląski Wawrzyn Literacki” oraz seria „Śląscy uczeni. O tych, co odeszli” (wspólnie z J. Śliwiokiem i M. Skórą).
Z jego inicjatywy ustanowiono także wiele nagród, m.in. Nagrodę Śląskiego Środowiska Bibliotekarskiego im. Józefa Lompy.
W latach 1991–2018 Jan Malicki był dyrektorem Biblioteki Śląskiej w Katowicach. Jako inwestor doprowadził do wybudowania i otwarcia 24 X 1998 roku nowego gmachu, jednego z najnowocześniejszych w Europie, jak oceniali go specjaliści z całego świata. Obecnie księgozbiór biblioteki liczy prawie 2,3 mln woluminów.
Oprócz funkcji prymarnych, takich jak: gromadzenie, opracowanie i udostępnianie z inicjatywy Jana Malickiego doszło do zabezpieczenia konserwatorskiego słynnej biblioteki jasnogórskiej oraz krakowskiej biblioteki paulińskiej na Skałce. W Bibliotece Śląskiej dokonano konserwacji Archiwum Powstań Śląskich, znajdującego się w Nowym Jorku. Rozszerzono też działalność popularyzatorską poprzez honorowanie Śląskim Wawrzynem Literackim jednej z książek wydanej w poprzednim roku. Zapoczątkował także liczne inicjatywy kulturalne: Międzynarodowy Przegląd Ekslibrisu oraz konkurs Śląskiej Fotografii Prasowej, szczególnie istotny jest Ogólnopolski Festiwal Ekspresji Dziecięcej i Młodzieżowej (wspólne przedsięwzięcie Instytutu Pedagogiki Uniwersytetu Śląskiego, Akademii Sztuk Pięknych oraz Biblioteki Śląskiej), uhonorowany w 2011 roku w Krakowie Nagrodą im. Marii Weryho-Radziwiłłowicz. Był pomysłodawcą Śląskiej Biblioteki Cyfrowej, skupiającej 61 instytucji. Oprócz członków założycieli Biblioteki Śląskiej i Uniwersytetu Śląskiego w przedsięwzięciu uczestniczą biblioteki miejskie, gminne, stowarzyszenia społeczne i grupa wolontariuszy. Był przewodniczącym Rady Programowej Kongresu Kultury Województwa Śląskiego (2010) oraz przewodniczącym Komitetu Organizacyjnego Kongresu Języka Polskiego w Katowicach (2011). Szczególne miejsce w jego działalności zajmują cokwartalne – od 1998 roku – spotkania w promnickiej (nieopodal Pszczyny) Akademii Wina, której jako rektor od powstania przewodniczy.

## Ordery, nagrody i wyróżnienia
Jan Malicki jest Honorowym Członkiem Business Centre Club, Towarzystwa Miłośników Książki i Grafiki, Polskiego Związku Chórów i Orkiestr (Oddział Śląski), Polskiego Związku Bibliotek.
Odznaczony Krzyżem Kawalerskim Orderu Odrodzenia Polski, Odznaką Zasłużony Działacz Kultury, Brązowym Medalem „Zasłużony Kulturze Gloria Artis” (2005), Odznaką Honorową Zasłużony dla Kultury Polskiej, Medalem Komisji Edukacji Narodowej (2009), Złotą Odznaką Honorową za Zasługi dla Województwa Śląskiego.
W roku 1998 otrzymał Nagrodę im. Karola Miarki, a w roku 2002 Nagrodę im. Wojciecha Korfantego przyznaną przez Związek Górnośląski.
W czerwcu 2011 roku wychowankowie i współpracownicy ofiarowali mu okolicznościowy tom zatytułowany „Liber amicorum professoris Joannis Malicki”, pod red. D. Rotta i P. Wilczka, przy współudziale B. Stuchlik-Surowiak (Katowice, 2011), a w roku 2018 "Staropolskie teksty i konteksty. Tom 8. Tom jubileuszowy, poświęcony pracy twórczej i organizacyjnej Profesora Jana Malickiego w siedemdziesiątą rocznicę Jego urodzin, pod red.T. Banaś-Korniak, B. Stuchlik-Surowiak, D. Rotta i J. Kwoska (Katowice 2018). Ponadto z tej okazji zadedykowano Mu "Książnicę Śląską. T.30: 2018" oraz bibliofilski druk : De Bicinensi Proelio. O bitwie byczyńskiej. Wstęp i opracowanie M. Kasprowska-Jarczyk, A. Kultys, A. Tułowiecka. Katowice-Pszczyna 2018. Uniwersytet Śląski w Katowicach uhonorował Go uroczystością Odnowienia Doktoratu. Również władze rektorskie Uniwersytetu w Ostrawie podziękowały za pracę w Republice Czeskiej.

## Życie prywatne
Jest żonaty z Henryką Wach-Malicką, dziennikarką „Dziennika Zachodniego”. Córka Joanna, absolwentka kulturoznawstwa Uniwersytetu Śląskiego, PWSTiF w Łodzi, słuchaczka Szkoły Wajdy, jest producentką filmową.

## Wybór prac
- Adam Gdacjusz: Postilla popularis, to jest Kazania na Ewanjelije Święte/ opracowanie Jan Malicki, Tadeusz Sierny. -Katowice: Biblioteka Śląska, Wydawnictwo Naukowe "Śląsk", 2019.
- Białe kruki. Miesięcznik "Śląsk". W latach 2018–2019 ukazało się 21 artykułów.
- Biedaszyby w obiektywie Maxa Steckla : ze zbiorów Biblioteki Śląskiej w Katowicach / [red. Elwira Zborowska ; wstęp Jan Malicki, Teresa Roszkowska]. - Katowice : Biblioteka Śląska, 2008.
- Błogosławiony ksiądz Emil Szramek w poezji : pokłosie konkursu poetyckiego / [kom. wydawniczy Jan Malicki, Magdalena Skóra, Zbigniew P. Szandar]. - Katowice : Biblioteka Śląska, 2000.
- Doskonały Kancjonał Polski zawierający w sobie pieśni, hymny i psalmy/ opracowali Jan Malicki, Tadeusz Sierny ; Katowice: Biblioteka Śląska, Wydawnictwo Naukowe "Śląsk", 2019.
- Dr Andrzej Mielęcki - lekarz, humanista, działacz społeczny / [materiały do dr. przygot. Rudolf Brom, Jan Malicki, Józef Śliwiok] ; Wszechnica Górnośląskiego Towarzystwa Przyjaciół Nauk im. W. Roździeńskiego w Katowicach. - Katowice : WGTPN, 2004.
- Eneasza Sylwiusza Piccolominiego Listy przyjacielskie / [wstęp Jan Malicki]. - Katowice : Biblioteka Śląska, 2000.
- Faust, Abu-Zajd i książęta śląscy : imitacje literackie Józefa Lompy / opracował Jan Malicki. - Katowice : „Śląsk”, 1997.
- Gloria Quadorum ; Łysa Góra : poemata / Ludwik Heimb ; oprac. i posł. Jan Malicki ; Biblioteka Śląska w Katowicach. - Katowice : „Śląsk”, 1995.
- Głos krwie B. Iana Sarkandra, męczennika morawskiego / przez Fabiana Birkowskiego. - Katowice : „Śląsk”, 1995.
- Guliwer : dwumiesięcznik o książce dla dziecka / [Fundacja „Książka dla Dziecka”] ; red. nacz. Joanna Papuzińska. - Warszawa : Fundacja „Książka dla Dziecka”, 1991- 2oo2.
- Guliwer: kwartalnik o książce dla dziecka/ [ "Śląsk" Sp. z o.o. Wydawnictwo Naukowe]; red. nacz. Jan Malicki. - Katowice 2003 - 2019.
- Jan Amos Komeński : kolokwium polsko-czeskie / kom. red. Jan Malicki [i in.]. - Katowice ; Ostrawa : „Śląsk”, 1996.
- Jan Arndt: Rajski Ogródeczek Pełen Cnót Krześcijańskich (wybór) opracowanie Jan Malicki, Tadeusz Sierny; Katowice: Biblioteka Śląska, Wydawnictwo Naukowe "Śląsk", 2019.
- Jan Wypler : śląski humanista / Wszechnica Górnośląskiego Towarzystwa Przyjaciół Nauk im. W. Roździeńskiego w Katowicach ; [mater. do dr. przygot. Rudolf Brom, Jan Malicki, Józef Śliwiok]. - Katowice : Górnośląskie Towarzystwo Przyjaciół Nauk : współwyd. Drukarnia Archidiecezjalna, 2008.
- Jesuitica : kolokwium naukowe z okazji 400 rocznicy urodzin Macieja Kazimierza Sarbiewskiego / pod red. Jana Malickiego ; przy współudz. Piotra Wilczka. - Katowice : Wydawnictwo Uniwersytetu Śląskiego, 1997.
- Jeszcze nowsze podróże Guliwera (asocjacje kulturowe) / Jan Malicki. - Katowice: Górnośląskie Towarzystwo Naukowe, "Śląsk" Sp. z o.o. Wydawnictwo Naukowe, 2016.
- Józef Rymer : pierwszy włodarz polskiego Śląska / [aut. Zbigniew Hojka] ; Wszechnica Górnośląskiego Towarzystwa Przyjaciół Nauk im. W. Roździeńskiego w Katowicach. - Katowice : Górnośląskie Towarzystwo Przyjaciół Nauk : Drukarnia Archidiecezjalna, 2009.
- Józefa Lompy żywot niepokorny / Jan Malicki. - Wrocław [i in.] : Zakł. Nar. im. Ossolińskich, 1990.
- Józefa Lompy żywot niepokorny / Jan Malicki. - Wyd. 2 zm. - Katowice : Biblioteka Śląska : Górnośląska Oficyna Wydawnicza, 1997. * Karol Stryja : życie i twórczość / [materiały do dr. przygot. Rudolf Brom, Jan Malicki, Józef Śliwiok] ; Wszechnica Górnośląskiego Towarzystwa Przyjaciół Nauk im. W. Roździeńskiego w Katowicach. - Katowice : [Wszechnica Górnośląskiego Towarzystwa Przyjaciół Nauk im. W. Roździeńskiego], 2005.
- Katalog książąt i królów polskich / Teodor Zawacki ; wstęp i oprac. Jan Malicki ; przekł. [z łac.] Łukasz Tofilski. - Katowice : BŚ, 2004.
- Katechizm od doktora Marcina Lutra z Pisma Świętego zebrany.../ opracowali Jan Malicki, Tadeusz Sierny; Katowice: Biblioteka Śląska, Wydawnictwo Naukowe "Śląsk", 2019.
- Konwencje antropologiczne w poezji późnego baroku / Jan Malicki. - [B.m : b.n.], 1992.
- Kopalnia „Wujek”, 16 grudnia 1981 : bibliografia / Wisława Bertman, Hubert Gaudyn ; [wstęp Jan Malicki] ; Biblioteka Śląska w Katowicach. - Katowice : Biblioteka Śląska, 2001.
- Ks. bp dr Herbert Bednorz : działalność duszpasterska / [materiały do dr. przygot. Rudolf Brom, Jan Malicki, Józef Śliwiok] ; Wszechnica Górnośląskiego Towarzystwa Przyjaciół Nauk im. W. Roździeńskiego w Katowicach. - Katowice : GTPN : Drukarnia Archidiecezjalna, 2007.
- Ks. [Ksiądz] Emil Szramek / Jan Kudera ; posł. opatrzył Jan Malicki ; z rękopisu wydobyli Zdzisław Grzybowski, Zbigniew P. Szandar. - Katowice : Biblioteka Śląska, 1999.
- Ksiądz dr [doktor] Emil Szramek : działalność i dzieła : materiały posesyjne / [przygot. do dr. pod red. Jan Malicki, Józef Śliwiok] ; Wszechnica Górnośląskiego Towarzystwa Przyjaciół Nauk im. Walentego Roździeńskiego w Katowicach. - Katowice : WGTPN, 1994.
- Kultura baroku i jej tradycje. - Katowice : „Śląsk”, [1996].
- Kultura literacka renesansowego Śląska / Jan Malicki. - Katowice : MŚ, 1985.
- Laury, togi, pastorały : szkice o kulturze literackiej renesansowego Śląska / Jan Malicki. - Katowice : „Śląsk”, 1983.
- Legat wieku rycerskiego : studia staropolskie / Jan Malicki ; Polska Akademia Nauk. Oddział w Katowicach. - Wrocław [i in.] : Zakład Narodowy im. Ossolińskich, 1989.
- Legat wieku rycerskiego : studia staropolskie dawne i nowe / Jan Malicki. - Katowice : „Śląsk” Wydawnictwo Naukowe, 2006.
- Metodologiczne aspekty historycznoliterackich badań śląskoznawczych / pod red. Jana Malickiego i Elżbiety Gondek ; Uniwersytet Śląski. Instytut Literatury i Kultury Polskiej. - Katowice : UŚ ILiKP, 1989.
- Miejsce literatury i teatru w przestrzeniach terapeutycznych : werbalne i niewerbalne aspekty wsparcia rozwoju : praca zbiorowa / pod red. nauk. Jana Malickiego i Katarzyny Krasoń ; Biblioteka Śląska, Centrum Ekspresji Dziecięcej przy Bibliotece Śląskiej Very Special Arts Poland reprezentowane przez Śląskie Stowarzyszenie Edukacji i Rehabilitacji Osób Niepełnosprawnych „Akcent”. - Katowice : BŚ, 2005.
- Między średniowieczem a renesansem : sympozjum naukowe, Katowice 12-13 maja 1993 r. : streszczenia referatów / oprac. Jan Malicki i Piotr Wilczek ; Instytut Nauk o Literaturze Polskiej Uniwersytetu Śląskiego. Zakład Historii Literatury Średniowiecza i Renesansu. - Katowice : INoLP UŚ, 1993.
- Między średniowieczem a renesansem - Katowice : „Śląsk”, cop. 1994.
- Mikołaj Rej na nowo odczytany / pod red. Jana Malickiego i Agnieszki Budzyńskiej-Dacy ; przy współpr. Agnieszki Tułowieckiej. - Katowice : Wydaw. Uniwersytetu Śląskiego, 2006.
- Mitologia narodowa / Jan Malicki. - Katowice : Biblioteka Śląska, 1999.
- Mity narodowe : Lechiada / Jan Malicki. - Wrocław [i in.] : Zakład Narodowy im. Ossolińskich, 1982.
- Nanker : dialogi wrocławskie z roku 1339 w trzech odsłonach / Wilhelm Szewczyk ; oprac. Jan Malicki. - Katowice : BŚ : „Agat”, [1996.
- Nie bój Brzechwy : studia i szkice kleksologiczne / red. Jan Malicki, Joanna Papuzińska. - Katowice : „Śląsk” : Biblioteka Śląska, 2010.
- Oblicza literackie Śląska / [pod red. Jana Malickiego] ; Związek Górnośląski, Śląskie Towarzystwo Naukowoliterackie, 1992. - Katowice [i in.] : Biblioteka Śląska, 1992.
- Pamięć i trwanie : obrzeża staropolskiej kultury / Jan Malicki. - Katowice : „Śląsk”, 1995.
- Panegyricus serdeczny : jubileusz Józefiny Rebeś / [kom. wydaw. Jan Malicki et al.]. - Katowice : Biblioteka Śląska, 2007.
- Panno, ale nie Ty : rozważania różne o Apollinie i Muzach / Jan Malicki. - Pszczyna : b.w, 1998.
- Pieśń o standrechcie i Proćpakowej bandzie w roku 1795 : (przyczynek do dziejów zbójnictwa w Żywieckiem) / Juliusz Zborowski ; [tekst wybrał Jan Malicki]. - Katowice : Biblioteka Śląska, 2003.
- Pisał się z Potoka : studium o Wacławie Potockim : w trzechsetną rocznicę śmierci / Jan Malicki. - Katowice : „Śląsk”, 1996.
- Początki sporów o polskość i niemieckość Śląska / Jan Malicki. - Katowice : MŚ, 1987.
- Poezja wigilijnej nocy / Jan Malicki. - Katowice : Biblioteka Śląska, 1998.
- Postny obiad albo Zabaweczka / Hiacynt Przetocki [P.H.P.W.] [krypt. ; oprac. zespół w składzie Sylwia Cegieła et al. pod opieką naukową Jana Malickiego i Agnieszki Tułowieckiej ; red. Magdalena Skóra]. - Katowice : Biblioteka Śląska, 2005.
- Prof. zw. dr hab. [Profesor zwyczajny doktor habilitowany] Alojzy Melich. - Katowice : Drukarnia Archidiecezjalna : Górnośląskie Towarzystwo Przyjaciół Nauk, 2007.
- Przekraczając granicę... : Krystyna Bochenek (1953-2010) : in memoriam / [red. Elwira Zborowska ; wstęp Jan Malicki]. - Katowice : Biblioteka Śląska, 2010.
- Przewodnik dokładny dla odwiedzających święte, od wieków cudami słynące miejsce w obrazie Najświętszej Panny Maryi na Jasnej Górze w Częstochowie / zebrany przez Józefa Lompę. - Katowice : Bractwo Myśli Bratniej Związku Górnośląskiego, 2003.
- Rok pierwszy : Górny Śląsk w granicach Polski / [komitet red. Jan Malicki, Gabriela Ociepka, Bernard Szczech ; wstęp Bernard Szczech]. - Katowice : Biblioteka Śląska, 2002.
- Rozmowy o dokumentach powstańczych [Dokument dźwiękowy] ; Karol Miarka / Beata Tomanek ; [Bogdan Widera (1-3) ; Maciej Sablik (4)]. - [B.m.] : [b.w.], 2008.
- Schlussel zur Polnischen und Deutschen Sprache [...] / durch Jeremiam Roterum ; [posłowiem opatrzył Jan Malicki]. - Katowice : Biblioteka Śląska, 1998.
- Słowa i rzeczy : twórczość Wacława Potockiego wobec polskiej tradycji literackiej / Jan Malicki. - Katowice : Uniwersytet Śląski, 1980.
- Staropolskie teksty i konteksty / pod red. Jana Malickiego. T. 3. - Katowice : UŚ, 1997.
- Staropolskie teksty i konteksty : studia / pod red. Jana Malickiego. T. 2. - Katowice : UŚ, 1994.
- Staropolskie Teksty i Konteksty : studia / pod red. Jana Malickiego. - Katowice : UŚ, 1989--.
- Staropolskie Teksty i Konteksty : studia / pod red. Jana Malickiego. - Katowice : UŚ, 1989--.
- Starosta weselny : zbiór przemówień, piosnek i wierszy do użytku starostów, drużbów i gości przy godach weselnych / zebrał Józef Gallus; [oprac. zespół w skł. Iwona Bajer et al. pod opieką naukową Jana Malickiego i Marty Kasprowskiej ; red. Magdalena Skóra]. - Katowice : Biblioteka Śląska, 2008.
- Szkice o literaturze dawnej i nowszej : ofiarowane prof. Zbigniewowi Jerzemu Nowakowi w siedemdziesiątą rocznicę urodzin / [red. nauk. Jan Malicki, Renarda Ocieczek]. - Katowice : UŚ, 1992.
- Szkice z ziemi i historyi Prus Królewskich : listy z podróży / Konstanty Damrot ; ze wstępem Jana Malickiego. - Katowice : „Śląsk”, 1999.
- Szlak Husarii Polskiej / Jerzy Pawlik ; [słowo wstępne Jan Malicki]. - Katowice : Biblioteka Śląska, 1999.
- Śląscy uczeni : o tych co odeszli / red. Jan Malicki, Józef Śliwiok, Magdalena Skóra ; Biblioteka Śląska w Katowicach, Górnośląskie Towarzystwo Przyjaciół Nauk im. Walentego Roździeńskiego w Katowicach. Cz. 1. - Katowice : BŚ : GTPN, 2004.
- Śląscy uczeni : o tych co odeszli / red. Jan Malicki, Józef Śliwiok, Magdalena Skóra ; Biblioteka Śląska w Katowicach, Górnośląskie Towarzystwo Przyjaciół Nauk im. Walentego Roździeńskiego w Katowicach. Cz. 2. - Katowice : BŚ : GTPN, 2005.
- Śląscy uczeni : o tych co odeszli / red. Jan Malicki, Józef Śliwiok, Magdalena Skóra ; Biblioteka Śląska w Katowicach, Górnośląskie Towarzystwo Przyjaciół Nauk im. Walentego Roździeńskiego w Katowicach. Cz. 3. - Katowice : BŚ : GTPN, 2006.
- Śląscy uczeni : o tych co odeszli / red. Jan Malicki, Józef Śliwiok, Magdalena Skóra ; Biblioteka Śląska w Katowicach, Górnośląskie Towarzystwo Przyjaciół Nauk im. Walentego Roździeńskiego w Katowicach. Cz. 4. - Katowice : BŚ : GTPN, 2006.
- Śląscy uczeni : o tych co odeszli : wydanie jubileuszowe / pod red. Jana Malickiego, Józefa Śliwioka, Magdaleny Skóry ; Biblioteka Śląska w Katowicach ; Górnośląskie Towarzystwo Przyjaciół Nauk im. Walentego Roździeńskiego w Katowicach. - Katowice : Biblioteka Śląska, 2007.
- Śląsk - moje miejsce na ziemi [Dokument dźwiękowy] / Jerzy Ciurlok ; Jan Malicki ; zdjęcia Jacek Puto. - [B.m.] : [b.w.], 2008.
- Śląsk - moje miejsce na ziemi [Dokument dźwiękowy] / Jerzy Ciurlok ; Jan Malicki ; zdjęcia Jacek Puto. - [B.m.] : [b.w.], 2008.
- Śląska fotografia prasowa : 2004 : katalog wystawy / [komitet wydaw. Małgorzata Sznicer ; wstęp Jan Malicki]. - Katowice : Biblioteka Śląska, 2006.
- Śląska fotografia prasowa : 2005 / [wstęp Jan Malicki]. - Katowice : Biblioteka Śląska ; Kraków : Biblioteka Szkoły Eksploatacji Podziemnej, 2007.
- Śląska fotografia prasowa : 2007 / [wstęp Jan Malicki ; red. Elwira Zborowska]. - Katowice : Biblioteka Śląska, 2009.
- Śląska fotografia prasowa 2006 / [kom. wydawniczy Jan Malicki et al.]. - Kraków ; Katowice : Biblioteka Śląska, 2008.
- Śląskie Miscellanea : literatura - folklor / pod red. Jana Malickiego i Krystyny Heskiej-Kwaśniewicz ; Polska Akademia Nauk. Oddział w Katowicach. T. 4. - Warszawa : „Energeia”, 1992.
- Śląskie Miscellanea : literatura - folklor / pod red. Jana Malickiego i Krystyny Heskiej-Kwaśniewicz ; Polska Akademia Nauk. Oddział w Katowicach. T. 5. - Warszawa : „Energeia”, 1993.
- Śląskie Miscellanea : literatura - folklor/ pod red. Jana Malickiego i Krystyny Heskiej-Kwaśniewicz ; Polska Akademia Nauk. Oddział w Katowicach. T. 6. - Kraków : Towarzystwo Autorów i Wydawców Prac Naukowych „Universitas”, 1994.
- Śląskie Miscellanea : literatura - folklor / Polska Akademia Nauk. Oddział w Katowicach ; pod red. Doroty Simonides i Jana Zaremby. - Wrocław [i in.] : Zakład Narodowy im. Ossolińskich, 1980--.
- Śląskie Miscellanea : literatura - folklor / Polska Akademia Nauk. Oddział w Katowicach ; pod red. Doroty Simonides i Jana Zaremby. - Wrocław [i in.] : Zakład Narodowy im. Ossolińskich, 1980--.
- Śląskie Miscellanea : literatura - folklor : zbiór studiów / pod red. Jana Malickiego i Krystyny Heskiej-Kwaśniewicz ; Polska Akademia Nauk. Oddział w Katowicach. - Wrocław [i in.] : Zakład Narodowy im. Ossolińskich, 1989.
- Śląskie Miscellanea / pod red. Jana Malickiego i Krystyny Heskiej-Kwaśniewicz ; Polska Akademia Nauk. Oddział w Katowicach. T. 12. - Katowice : „Gnome”, 1999.
- Śląskie Miscellanea / pod red. Jana Malickiego i Krystyny Heskiej-Kwaśniewicz ; Polska Akademia Nauk. Oddział w Katowicach. T. 7. - Katowice : „Gnome”, 1994.
- Śląskie Miscellanea / pod red. Jana Malickiego i Zbigniewa Kadłubka ; Polska Akademia Nauk. Oddział w Katowicach. T. 14. - Katowice : „Gnome”, 2001.
- Śląskie Miscellanea / pod red. Jana Malickiego, Teresy Banaś ; Polska Akademia Nauk. Oddział w Katowicach. T. 18. - Katowice : Biblioteka Śląska, 2005.
- Tradycje śląskiej humanistyki - Jan Kazimierz Zaremba : praca zbiorowa / pod red. Jana Malickiego i Dariusza Rotta ; Biblioteka Śląska w Katowicach, Śląskie Towarzystwo Naukowo Literackie. - Katowice : BŚ ; Sosnowiec : przy współpr. „Sowa-Press”, 1994.
- W kręgu Gustawa Morcinka : rozprawy, szkice, przyczynki, scenariusz filmowy : praca zbiorowa / pod red. Krystyny Heskiej-Kwaśniewicz i Jana Malickiego. - Katowice : Śląski Instytut Naukowy, 1992.
- W kręgu Jana Kochanowskiego : w czterechsetlecie śmierci / pod red. Jana Malickiego. - Katowice : Uniwersytet Śląski, 1989.
- W Wilią Bożego Narodzenia : pamiątka ostatniej Wilii XIX wieku / Stanisław Smolka. - Katowice : Biblioteka Śląska, 2000.
- Wino jak życie : Promnicka dekada wina i kultury : ze zbiorów Biblioteki Śląskiej / [oprac. Jan Malicki et al.]. - [Katowice : Biblioteka Śląska], 2008.
- Wojciech Jakubowski : miedzioryty : katalog wystawy, Biblioteka Śląska, Katowice, maj 2010 / [teksty Jan Malicki, Bogusław Mansfeld]. - Katowice : Biblioteka Śląska, 2010.
- Wokół Wacława Potockiego : studia i szkice staropolskie w 300 rocznicę śmierci poety / pod red. Jana Malickiego i Dariusza Rotta. - Katowice : Wydaw. UŚ, 1997.
- Wspólnota pamięci : studia z dziejów kultury ziem wschodnich dawnej Rzeczypospolitej / pod red. Jolanty Gwioździk, Jana Malickiego. - Katowice : Biblioteka Śląska, 2006.
- Z niwy śląskiej / (Czesław Lubiński) [pseud.] ; wybór [i wstęp] Jan Malicki. - Katowice : BŚ, 1995.
- Zapomniani : z dziejów literatury polskiej na Śląsku / pod red. Jana Malickiego i Grażyny Szewczyk. - Katowice : Muzeum Śląskie, 1992.
- Zarys dziejów i tradycji Wojewódzkiego Sztabu Wojskowego w Katowicach : na podstawie Kroniki Wojewódzkiego Sztabu Wojskowego w Katowicach/ materiał zebrał i oprac. Andrzej Kubicki ; [wstęp Jan Malicki ; tł. Wisława Bertman]. - Katowice : Biblioteka Śląska, 2008.
- Zarys dziejów i tradycji Wojewódzkiego Sztabu Wojskowego w Katowicach : na podstawie Kroniki Wojewódzkiego Sztabu Wojskowego w Katowicach. T. 3, 2009 / [kom. wydaw. Jan Malicki et al.]. - Katowice : Biblioteka Śląska, 2010.
- Zarys dziejów i tradycji Wojewódzkiego Sztabu Wojskowego w Katowicach. na podstawie Kroniki Wojewódzkiego Sztabu Wojskowego w Katowicach. T. 3, 2009-2010 / [kom. red. Jan Malicki et al.]. - Katowice : Biblioteka Śląska, 2010.